# Oncotheca balansae
Oncotheca balansae är en tvåhjärtbladig växtart som beskrevs av Henri Ernest Baillon. Oncotheca balansae ingår i släktet Oncotheca och familjen Oncothecaceae. Inga underarter finns listade.